# 张兆棨
张兆棨（？—？），顺天宝坻人，清朝政治人物。
鄉試中舉。嘉庆二十一年（1816年）至嘉庆二十五年（1820年），擔任利川知县。